# Necròpolis de Can Canyís
|  | «Can Canyís» redirigeix aquí. Vegeu-ne altres significats a «Mas Canyís (Banyeres del Penedès)». |

La necròpolis de Can Canyís és un jaciment arqueològic iber situat a Banyeres del Penedès, al Baix Penedès., inclòs a l'Inventari del Patrimoni Arqueològic i Paleontològic de Catalunya.
Segons els estudis realitzats, pot datar-se al voltant dels segles VI i V aC. Es tracta del sector de l'àrea arqueològica de les Masies de Sant Miquel que ha estudiat més a fons, a partir dels seus materials.

## Descripció
Les estructures posades al descobert durant la realització d'obres en les finques en diverses èpoques i els treballs de delimitació arqueològica duts a terme han posat de manifest que es tracta d'un conjunt arqueològic d'una extensió i qualitat excepcional, tant per l'estat de conservació de les estructures del poblat com per la riquesa i abundància del material recuperat a la zona de la necròpolis. A banda del bon estat de conservació i de la gran extensió de l'àrea arqueològica, cal esmentar la seva importància científica. Tot i que una petita part de la necròpolis va ser destruïda als anys seixanta, el material recuperat mostra que es tracta d'una de les necròpolis ibèriques més importants de Catalunya, juntament amb les d'Ullastret o les del Baix Ebre.
La seva importància augmenta amb el fet que es pot relacionar directament amb una zona d'hàbitat, el que és molt infreqüent en el món ibèric, considerant que poques necròpolis poden associar directament amb un poblat localitzat. Aquesta associació directa amb un assentament que ocupa una gran superfície (d'uns 70.000 m²) i té una vida molt llarga (segles V - segle ii aC) fa evident l'existència de més tombes, considerant que les de localitzades als anys 1960 corresponen a un segment molt petit de la població que hauria ocupat l'assentament.
L'extensió del poblat i el seu excepcional estat de conservació amb estructures que poden arribar a 3 m d'alçada indiquen que es tracta d'un dels poblats més grans i més ben conservats de Catalunya. A més, obre unes perspectives immenses de cara a la recerca i la recuperació per a la vista pública d'aquest jaciment.
Finalment, la vil·la romana i la construcció de l'ermita revelen una perduració de l'ocupació de la zona al llarg dels segles, que proporciona un valor afegit al jaciment.